# Rešice
Rešice (in tedesco Röschitz) è un comune della Repubblica Ceca facente parte del distretto di Znojmo, in Moravia Meridionale.